# Карлик Нос (фильм, 1978)
«Ка́рлик Нос» (нем. Zwerg Nase) — немецкая экранизация 1978 года по мотивам одноимённой сказки Вильгельма Гауфа.

## Сюжет
Двенадцатилетний мальчик Якоб помогал своей маме продавать овощи на рынке. Он часто помогал покупателям донести купленные ими овощи к ним домой. Одна безобразная старая женщина стала ругать товары. В ответ Якоб высмеял её облик, на что та с угрозой сказала, что Якоб станет таким же. Она купила шесть кочанов капусты и попросила Якоба отнести капусту к себе домой. Там старуха Крейтервейс угощает его волшебным супом, съев который он превращается в карлика с длинным носом. Семь лет провел он в этом доме, думая, что он видит такой странный сон и во сне ему снилось, что он учится готовить у старухи. В один прекрасный день в кухонном шкафчике он натыкается на траву, и понюхав её, начинает чихать, после чего просыпается и уходит из этого дома, беспокоясь, что мама будет его ругать за долгое отсутствие. На самом деле и прошло семь лет, его родители уже перестали надеяться, что он вернется. Но родители не узнают его в образе уродливого карлика и прогоняют.
Якоб решил устроиться работать поваром у герцога. Позже Яков встречает говорящую гусыню (Мими), которая, как и он, была заколдована старой женщиной. Она помогает Якобу найти волшебную траву, которая расколдовывает Якоба и последний возвращает зачарованную гусыню Мими к её отцу, который превращает её обратно в человека.
Это описание сказки, а экранизация отличается очень многим. К отцу гусыню никто не относит, она превращается в человека после того, как нюхает цветок. Сюжетная линия с колдуньей также иная, потому что там старуха Крейтервейс ищет Якоба, но исчезает в конце, так как цветок «Чихай на здоровье», которым на неё действует Якоб, разрушает ее чары.

## В ролях
| Актёр              | Роль                 |
| ------------------ | -------------------- |
| Маттиас Глюгла     | Якоб в детстве       |
| Кармен-Майя Антони | Якоб карлик          |
| Питер Джагода      | Якоб взрослый        |
| Дорис Абэссер      | Колдунья Крейтервейс |
| Моника Войтович    | Ганна                |
| Стефан Лисевски    | Эрнст                |
| Бруно Карстенс     | Шеф-повар            |
| Франц Вихманн      | Под повар            |
| Питер Бауз         | герцог               |
| Клаус Бергатт      | принц                |

 В роли Мими-Ангелика Херрманн.

## Производство
Карлик Нос был снят на студии DEFA Studios Potsdam-Babelsberg. Фильм вышел 30 декабря 1978 года.